# 순천 송광사 경패
순천 송광사 경패(順天 松廣寺 經牌)는 전라남도 순천시 송광사에 있는, 고려시대의 경패(經牌)이다. 경패는 경전을 넣어 두는 나무 상자에 거기 어떤 경전이 들었는지 표기하는 데 쓰는 작은 나무 조각이다. 패마다 불경의 명칭과 번호가 새겨져 있으며, 여러 조각이 새겨져 있다. 모두 43개가 송광사에 전해져 온다. 1963년 1월 21일 대한민국의 보물 제175호로 지정되었다.

## 개요
경패는 원래 불경을 넣은 나무상자에 경전의 이름을 기록하여 달아서 사용하던 것이다. 송광사에 전해 내려오는 경패는 총 43개로 상아패 10점과 목제패 33점이다.
표면에 액(額)을 만들어 불경의 명칭과 번호를 새겼다. 가장자리에는 덩굴무늬, 학무늬 등 여러 가지 문양으로 장식하였다. 뒷면에는 방형의 구획 안에 보살, 나한, 신장상 등을 돋음새김하였는데, 상의 위쪽에는 장막,격자창 등을 조각하기도 하였으며, 아래에는 연화대좌, 난간 등을 표현하였다.
여러 상들의 표현된 방형 구획 아래에는 정(貞), 주(周), 진(晉), 하(何) 등의 함호(函號)가 연꽃, 집 등의 모양 안에 새겨져있다.
측면(약 1cm두께)에는 둥근 모양의 무늬가 새겨져 있는데, 그 중 세 개는 뚫어새긴 것이다.
조각수법으로 보아 고려시대의 작품으로 짐작되며, 조각의 정교함이나 그 수법이 매우 뛰어난 작품이다.

## 같이 보기
- 송광사

## 참고 자료
- 순천 송광사 경패 - 국가유산청 국가유산포털